# Santiago Aparicio
Santiago Francisco Aparicio (San Fernando, Buenos Aires; 7 de enero de 1972) es un empresario, diseñador de indumentaria y político argentino, miembro del Frente Renovador de Sergio Massa, y Presidente del Honorable Concejo Deliberante sanfernandino desde el 10 de diciembre de 2011. En aquella elección encabezó la lista de la agrupación vecinalista Partido Fuerza Organizada Renovadora Democrática (PFORD), acompañando al por entonces candidato y ex Intendente Luis Andreotti, luego fue sucedido por su hijo Juan quien continúo en el cargo.
Surgió en la política como militante del Partido Justicialista, aunque asumió por primera vez un cargo público al resultar electo concejal en 2007; anteriormente, su única ocupación fue la actividad privada con un emprendimiento propio: una empresa de estampería y bordados que aún dirige junto a su familia. En diciembre de 2015 renovó su banca en el recinto como parte del FR y nuevamente con Luis Andreotti como candidato por la intendencia, con el 50,4% de los sufragios a favor.
Aparicio también integra desde mediados del 2013 la Comisión Directiva del Club Atlético Tigre como Vicepresidente 1° de la institución.